# Nerkunram
Nerkunram es una ciudad censal situada en el distrito de Chennai en el estado de Tamil Nadu (India). Su población es de 59790 habitantes (2011). Se encuentra a 34 km de Tiruvallur y a 11 km de Chennai.

## Demografía
Según el censo de 2011 la población de Nerkunram era de 59790 habitantes, de los cuales 30550 eran hombres y 29240 eran mujeres. Nerkunram tiene una tasa media de alfabetización del 87,36%, superior a la media estatal del 80,09%: la alfabetización masculina es del 91,72%, y la alfabetización femenina del 82,82%.